# Argentina en los Juegos Paralímpicos de Atlanta 1996
La participación de Argentina en los Juegos Paralímpicos de Atlanta 1996 fue la décima actuación paralímpica de los deportistas argentinos, en la también décima edición de los Juegos Paralímpicos. 
La delegación argentina se presentó en 8 deportes (natación, atletismo, fútbol 7, básquetbol en silla de ruedas, vóleibol sentado, esgrima en silla de ruedas, tenis de mesa), con 56 deportistas, aunque con solo 7 mujeres, persistiendo la escasa representación femenina que había caracterizado a la delegación en los últimos años. Argentina compitió en 83 eventos masculinos y sólo 18 eventos femeninos. 
El equipo paralímpico obtuvo 9 medallas (2 de oro, 5 de plata y 2 de bronce) y Argentina ocupó la 38.ª posición en el medallero general, sobre 104 países participantes. Las medallas fueron obtenidas por la natación (4), el atletismo (3), el judo (1) y el tenis de mesa (1). Los hombres ganaron 4 medallas (1 de oro) y las mujeres ganaron 5 medallas (1 de oro). Individualmente la nadadora Betiana Basualdo se destacó ganando 3 medallas (1 de oro), esta última con récord mundial.

## Medallero
| Medalla           | Nombre                   | Deporte       | Evento                               |
| ----------------- | ------------------------ | ------------- | ------------------------------------ |
| Medalla de oro    | Betiana Basualdo         | Natación      | 100 m libre S2 femenino              |
| Medalla de oro    | Néstor Suárez            | Atletismo     | 100 m T34 masculino                  |
| Medalla de plata  | Betiana Basualdo         | Natación      | 50 m libre S2 femenino               |
| Medalla de plata  | Alejandra Perezlindo     | Natación      | 100 m libre S2 femenino              |
| Medalla de plata  | Horacio Bascioni         | Atletismo     | Lanzamiento de disco F51 masculino   |
| Medalla de plata  | Fabián Ramírez           | Judo          | Más de 78kg masculino                |
| Medalla de plata  | María Angélica Rodríguez | Atletismo     | Lanzamiento de disco F34-35 femenino |
| Medalla de bronce | Betiana Basualdo         | Natación      | 50 m espalda S2 femenino             |
| Medalla de bronce | José Daniel Haylan       | Tenis de mesa | individual masculino                 |

## Cuatro medallas en natación
El equipo de natación obtuvo cuatro medallas, 1 de oro (100 m libre), 2 de plata (100 m libre y 50 m libre) y 1 de bronce (50 m espalda). Individualmente se destacó la nadadora Betiana Basualdo, ganadora de tres medallas, entre ellas la de oro con récord mundial. En la prueba de 100 m Argentina obtuvo medallas de oro y plata. Gracias a este desempeño, Argentina clasificó nº 23 en el medallero de natación, siendo el país mejor ubicado de América Latina y el Caribe.
| Natación Mujeres 100 m libres S2 Participantes: 7 | Natación Mujeres 100 m libres S2 Participantes: 7 | Natación Mujeres 100 m libres S2 Participantes: 7 | Natación Mujeres 100 m libres S2 Participantes: 7 | Natación Mujeres 100 m libres S2 Participantes: 7 |
|                                                   | Atleta                                            | País                                              | Tiempo                                            |                                                   |
| ------------------------------------------------- | ------------------------------------------------- | ------------------------------------------------- | ------------------------------------------------- | ------------------------------------------------- |
| 1                                                 | Betiana Basualdo                                  | Argentina                                         | RM 3:09.00                                        |                                                   |
| 2                                                 | Alejandra Perezlindo                              | Argentina                                         | 3:11.02                                           |                                                   |
| 3                                                 | Sara Carracelas                                   | España                                            | 3:17.28                                           |                                                   |
| Fuente: IPC.                                      |                                                   |                                                   |                                                   |                                                   |

| Natación Mujeres 50 m libres S2 Participantes: 8 | Natación Mujeres 50 m libres S2 Participantes: 8 | Natación Mujeres 50 m libres S2 Participantes: 8 | Natación Mujeres 50 m libres S2 Participantes: 8 | Natación Mujeres 50 m libres S2 Participantes: 8 |
|                                                  | Atleta                                           | País                                             | Tiempo                                           |                                                  |
| ------------------------------------------------ | ------------------------------------------------ | ------------------------------------------------ | ------------------------------------------------ | ------------------------------------------------ |
| 1                                                | Sara Carracelas                                  | España                                           | RM 1:29.77                                       |                                                  |
| 2                                                | Betiana Basualdo                                 | Argentina                                        | 1:31.66                                          |                                                  |
| 3                                                | Victoria Broadribb                               | Reino Unido                                      | 1:31.72                                          |                                                  |
| Fuente: IPC.                                     |                                                  |                                                  |                                                  |                                                  |

| \| Natación Mujeres 50 m espalda S2 Participantes: 7 \| Natación Mujeres 50 m espalda S2 Participantes: 7 \| Natación Mujeres 50 m espalda S2 Participantes: 7 \| Natación Mujeres 50 m espalda S2 Participantes: 7 \| Natación Mujeres 50 m espalda S2 Participantes: 7 \| \| \| Atleta \| País \| Tiempo \| \| \| ------------------------------------------------- \| ------------------------------------------------- \| ------------------------------------------------- \| ------------------------------------------------- \| ------------------------------------------------- \| \| 1 \| Sara Carracelas \| España \| RM 1:30.89 \| \| \| 2 \| Mairead Berry \| Irlanda \| 1:31.45 \| \| \| 3 \| Betiana Basualdo \| Argentina \| 1:31.45 \| \| \| Fuente: IPC.[4] \| \| \| \| \| |                  |           |            |  |
| Natación Mujeres 50 m espalda S2 Participantes: 7 |                  |           |            |  |
| | Atleta           | País      | Tiempo     |  |
| 1 | Sara Carracelas  | España    | RM 1:30.89 |  |
| 2 | Mairead Berry    | Irlanda   | 1:31.45    |  |
| 3 | Betiana Basualdo | Argentina | 1:31.45    |  |
| Fuente: IPC. |                  |           |            |  |

## Tres medallas en atletismo
El equipo de atletismo obtuvo tres medallas, 1 de oro obtenida por Néstor Suárez en 100 m libre y 2 de plata obtenidas por María Angélica Rodríguez y Horacio Bascioni, ambas en lanzamiento de disco.
| Atletismo Varones 100 m T34 Participantes: 4 | Atletismo Varones 100 m T34 Participantes: 4 | Atletismo Varones 100 m T34 Participantes: 4 | Atletismo Varones 100 m T34 Participantes: 4 | Atletismo Varones 100 m T34 Participantes: 4 |
|                                              | Atleta                                       | País                                         | Tiempo                                       |                                              |
| -------------------------------------------- | -------------------------------------------- | -------------------------------------------- | -------------------------------------------- | -------------------------------------------- |
| 1                                            | Néstor Suárez                                | Argentina                                    | 14.34                                        |                                              |
| 2                                            | Jaime Romaguera                              | Australia                                    | 14.96                                        |                                              |
| 3                                            | Paul Hughes                                  | Reino Unido                                  | 15.23                                        |                                              |
| Fuente: IPC.                                 |                                              |                                              |                                              |                                              |

| Atletismo Mujeres Lanzamiento de disco F34-35 Participantes: 9 | Atletismo Mujeres Lanzamiento de disco F34-35 Participantes: 9 | Atletismo Mujeres Lanzamiento de disco F34-35 Participantes: 9 | Atletismo Mujeres Lanzamiento de disco F34-35 Participantes: 9 | Atletismo Mujeres Lanzamiento de disco F34-35 Participantes: 9 |
|                                                                | Atleta                                                         | País                                                           | Distancia                                                      |                                                                |
| -------------------------------------------------------------- | -------------------------------------------------------------- | -------------------------------------------------------------- | -------------------------------------------------------------- | -------------------------------------------------------------- |
| 1                                                              | Ellen Hyman                                                    | Estados Unidos                                                 | RM 19.62                                                       |                                                                |
| 2                                                              | María Angélica Rodríguez                                       | Argentina                                                      | 18.80                                                          |                                                                |
| 3                                                              | Kris Hodgins                                                   | Canadá                                                         | 18.38                                                          |                                                                |
| Fuente: IPC.                                                   |                                                                |                                                                |                                                                |                                                                |

| Atletismo Varones Lanzamiento de disco F51 Participantes: 5 | Atletismo Varones Lanzamiento de disco F51 Participantes: 5 | Atletismo Varones Lanzamiento de disco F51 Participantes: 5 | Atletismo Varones Lanzamiento de disco F51 Participantes: 5 | Atletismo Varones Lanzamiento de disco F51 Participantes: 5 |
|                                                             | Atleta                                                      | País                                                        | Tiempo                                                      |                                                             |
| ----------------------------------------------------------- | ----------------------------------------------------------- | ----------------------------------------------------------- | ----------------------------------------------------------- | ----------------------------------------------------------- |
| 1                                                           | Ghader Raz                                                  | Irán                                                        | RP 16.48                                                    |                                                             |
| 2                                                           | Horacio Bascioni                                            | Argentina                                                   | 14.54                                                       |                                                             |
| 3                                                           | Douglas Heir                                                | Estados Unidos                                              | 13.88                                                       |                                                             |
| Fuente: IPC.                                                |                                                             |                                                             |                                                             |                                                             |

## Medalla de plata en judo
El equipo de judo, en su primera participación paralímpica obtuvo una medalla de plata, lograda por Fabián Ramírez en la categoría varones hasta 78 kilos. En octavos de final, Ramírez venció por ippon al italiano Michele Rosso. En cuartos de final venció por yuko al alemán Thomas Dahmen. En semifinal venció nuevamente por ippon al español Eugenio Santana. En la final Ramírez debió enfrentar al británico Simon Jackson, ganador de la medalla de oro en los dos juegos paralímpicos anteriores, siendo vencido por ippon.
| Judo Varones Hasta 78 kg Participantes: 13 | Judo Varones Hasta 78 kg Participantes: 13 | Judo Varones Hasta 78 kg Participantes: 13 | Judo Varones Hasta 78 kg Participantes: 13 |
|                                            | Atleta                                     | País                                       |                                            |
| ------------------------------------------ | ------------------------------------------ | ------------------------------------------ | ------------------------------------------ |
| 1                                          | Simon Jackson                              | Reino Unido                                |                                            |
| 2                                          | Fabián Ramírez                             | Argentina                                  |                                            |
| 3                                          | Eugenio Santana                            | España                                     |                                            |
| 3                                          | Jonas Stoskus                              | Lituania                                   |                                            |
| Fuente: IPC.                               |                                            |                                            |                                            |

## Medalla de bronce en tenis de mesa
Argentina había se presentado a competir en tenis de mesa en los Juegos de Tokio 1964, obteniendo dos medallas de plata. José Daniel Haylan había integrado ese equipo, quedando eliminado en 32os de final. 
En esta ocasión, Haylan compitió en la prueba individual y clasificó a la fase eliminatoria al salir segundo en su grupo, luego de perder ante el dinamarqués Jan Nauerby y vencer al alemán Werner Knaak. Ya en cuartos de final, Haylan venció en dos sets al suizo Rolf Zumkehr, para ser derrotado en semifinales por el finlandés Matti Launonen.
| Tenis de mesa Varones Individual Participantes: 12 | Tenis de mesa Varones Individual Participantes: 12 | Tenis de mesa Varones Individual Participantes: 12 | Tenis de mesa Varones Individual Participantes: 12 |
|                                                    | Atleta                                             | País                                               |                                                    |
| -------------------------------------------------- | -------------------------------------------------- | -------------------------------------------------- | -------------------------------------------------- |
| 1                                                  | Hae Gon Lee                                        | Corea del Sur                                      |                                                    |
| 2                                                  | Matti Launonen                                     | Finlandia                                          |                                                    |
| 3                                                  | José Daniel Haylan                                 | Argentina                                          |                                                    |
| 3                                                  | Sung Hoon Kang                                     | Corea del Sur                                      |                                                    |
| Fuente: IPC.                                       |                                                    |                                                    |                                                    |

## Deportistas
La delegación deportiva argentina estuvo integrada por: 
- Varones (49): Mario Anriquez, Juan Aranda, Auenamar Aristegui, Horacio Bascioni, Vitaliano Brandoli, Diego Canals, Fernando Carlomagno, Fabián Castilla, Santiago Catacata, José Ceballos, Diego Cettour, Nicolás Delella, Oscar Díaz, Luis Ferreyra, Ramón Garcete, Jorge Godoy, Eduardo Gómez, José Daniel Haylan, Roberto Herrera, Gustavo Jaime, Juan Jerez, Natalio Kirstein, Miguel López, Marcelo Maciel, Candelario Mamani, José Leonardo Marino, Vicente Masara, Héctor Miras, Santiago Morrone, Néstor Suárez, Guillermo Ortiz, Alberto Parodi, Alberto Pedraza, Ricardo Perdiguero, Omar Pochettino, Fabián Ramírez, Sebastián Facundo Ramírez, Mario Reynoso, Pablo Rizzo, Arreguito Rodrigeu, Honorio Romero, Mario Sosa, Marcos Sotelo, Eduardo Sterli, Enrique Tommaseo, Gastón Torres, Luis Valenzuela, Marcelo Vera y Pablo Videla.[1]

- Mujeres (7): Betiana Basualdo, Ana María Chiodi de Brilla, Alicia de Paul, Rosa Legorburu, Makishi Marino, Alejandra Perezlindo, María Angélica Rodríguez.[1]